# Margaritasite
La margaritasite è un minerale appartenente al gruppo della carnotite.